# Benzin
《Benzin》是德國樂團Rammstein的歌曲，在其專輯Rosenrot 中為首張發表單曲。
德語中，汽油被稱為Benzin（由化學中的Benzin-揮發油衍生而來）。Till表示該曲談論的是油價上漲的議題。（页面存档备份，存于）歌中用到"Gasolin"這個字，德語並不存在這個字，而是由英語轉化而來。而德國有連鎖加油站名即為"Gasolin"。

## MV
在影片中，Rammstein團員扮演消防隊員。他們已有許久未接獲任務，對任何緊急事件並不適任。當接獲緊急通報時，他們進入其巨大的消防車，而前往緊急地點途中，完全忽視造成的任何破壞，可能還引起他人傷亡。他們逕行穿越高壓電塔、穿破行進間的列車、掃開路上的汽車，而巨大的消防卡車卻毫髮無傷。
影片帶到吉他手Paul Landers的幻想：他從火場救出一名昏迷的少女，周遭煙霧中的團員正演奏著。當場景再度帶回到消防車，消防車正鏟過路上的車輛、樹木，轉彎時破壞建築物，翻覆在道路上，消防隊員似乎也受了傷。當Till Lindemann從昏迷中甦醒，旁邊一名路人向他示意，指著高樓上的人，他們這時明白他們正好翻覆在緊急地點。
他們急忙將蹦床取出，準備攔阻高樓上Christian Lorenz的跳樓。然而當他跳下時，蹦床正好裂開，救援失敗。

## 演出
在2005年6月23日的Berlin's WuhlheideReise, Reise中，本曲首次現場演出。數月後正式發行。在Setlist中，它取代了Moskau。接下來兩個晚上演出的Benzin本曲，歌詞都有細微修改。用來做舞台效果的火焰，噴射了20公尺之遠。在接下來的巡迴演出中，non-festival均有演出本曲，但略去了火焰特效。Benzin是第五張專輯Rosenrot中唯一現場演出過的。

## 曲目
1. "Benzin" - 3:47
2. "Benzin （Combustion Remix by Meshuggah）" - 5:05
3. "Benzin （Smallstars Remix by Ad Rock）" - 3:45
4. "Benzin （Kerosinii Remix by Apocalyptica）" - 3:48